# Nathaniel Bowditch House
Das Nathaniel Bowditch House ist ein heute kommerziell genutztes Gebäude in Salem im Bundesstaat Massachusetts der Vereinigten Staaten. Es wurde nach Nathaniel Bowditch benannt, der von 1811 bis 1823 in diesem Haus lebte. Seit 1965 ist es als National Historic Landmark anerkannt und seit 1966 im National Register of Historic Places eingetragen.

## Architektur
Das Haus wurde zu Beginn des 19. Jahrhunderts errichtet und stand zunächst an der Essex Street in Salem, bevor es ca. 1945 an seinen heutigen Standort versetzt wurde, um seinen endgültigen Abriss aufgrund einer Straßenverbreiterung zu verhindern. Das dreistöckige Gebäude wurde im Federal Style errichtet und besteht vollständig aus Holz. Es besitzt ein niedriges Walmdach und verfügt über einen zweieinhalbstöckigen Anbau an der Rückseite.
Der zentriert angeordnete Haupteingang wird von zwei Säulen Korinthischer Ordnung flankiert, die ein Gebälk tragen. Die Innenaufteilung entspricht dem klassischen Schema aus vier Räumen pro Etage.
Zum Zeitpunkt seiner Versetzung an den neuen Standort war das Haus in einem sehr schlechten Zustand und musste umfassend renoviert werden. Trotzdem entspricht das äußere Erscheinungsbild weitgehend dem Originalzustand, während die Innenräume neu gestaltet wurden.

## Historische Bedeutung
Von 1811 bis 1823 lebte Nathaniel Bowditch in diesem Haus, der in den Vereinigten Staaten insbesondere für seine Entwicklungen in der nautischen Navigation sowie für die „Einführung kontinentaler Mathematik nach Amerika“ bekannt ist. So entdeckte er nicht weniger als 8000 Fehler im Buch The Practical Navigator, das als Navigationshandbuch vom Engländer John Hamilton Moore veröffentlicht worden war. Einer der schwerwiegendsten Fehler war die unzutreffende Angabe des Jahres 1800 als Schaltjahr, was zu mehreren Unfällen auf See führte. In der Folge wurde Bowditchs eigenes Buch The New American Practical Navigator nach dessen Erscheinen 1802 zum Standardwerk für Seeleute weltweit.
Nachdem er sich mit 21 Jahren Latein selbst beigebracht hatte, las er das Buch Philosophiae Naturalis Principia Mathematica von Isaac Newton im Original und fand dort ebenfalls einen Fehler. Mit Hilfe einer Bibel und eines Wörterbuchs lernte er Französisch und übersetzte daraufhin das Werk Traité de Mécanique Céleste (Abhandlung über die Himmelsmechanik) von Pierre-Simon Laplace ins Englische. Er konnte davon vier Bände mit jeweils mehr als 1000 Seiten Umfang veröffentlichen, bevor er 1838 starb und seine Arbeit am fünften Band nicht vollenden konnte.